# Glenn Middleton
Glenn Middleton, né le 1er janvier 2000 à Glasgow, est un footballeur écossais qui évolue au poste d'attaquant avec les Doncaster Rovers.

## Biographie
Né à Glasgow, Middleton est un supporteur des Rangers dès son enfance. Sa famille a déménagé dans la région de Northampton en 2008 et le jeune Glenn commence sa carrière footballistique dans l'académie du Northampton Town,.

### Carrière en club

#### Formation
Middleton rejoint le centre de formation de Norwich City en 2012, intégrant ensuite l'effectif de l'équipe première pendant la saison 2017-18, ayant déjà figuré sur le banc sans entrer en jeu le 18 janvier 2017 lors d'un match de FA Cup contre Southampton.
Middleton rejoint les Rangers le 31 janvier 2018, où il retrouve Graeme Murty, son ancien entraîneur chez les jeunes de Norwich devenu entretemps entraineur principal de l'équipe de Glasgow,.

#### Débuts à Glasgow
Alors que Steven Gerrard vient de remplacer Murty, Middleton fait ses débuts pour les Rangers le 12 juillet 2018 lors d'une victoire 2-0 à domicile contre le FK Shkupi en Ligue Europa, où Middleton impressionne déjà les observateurs.
Ayant déjà fait plusieurs entrées en jeu en championnat cette saison, il y marque son premier but pour les Rangers lors d'une victoire 4-0 contre Dundee deux mois plus tard. Le 26 octobre 2018, il prolonge son contrat avec les Rangers, le liant au club jusqu'à l'été 2023.
Auteur d'une première saison réussie, marquant 5 buts et délivrant 5 passes décisives, il trouve sa place dans l'effectif glaswégien, notamment au gré des blessures et rotations plus ou moins forcées.

#### Prêts
Malgré avoir plus que gouté au professionnalisme chez les Rangers, Middleton choisit de partir en prêt la saison suivante rejoignant ainsi le Hibernian FC en août 2019,,. Il accumule un total de huit apparitions pour l'équipe d'Édimbourg, mais aucune après le 30 octobre et l'arrivée de Jack Ross (en), alors que Paul Heckingbottom (en) — l'entraineur qui l'avait fait venir aux Hibs — a été remercié à la suite des contre-performances sportives en début de saison. Il rentre donc de prêt en avance le 27 décembre 2019. Il est ensuite prêté à Bradford City en Angleterre le 31 janvier 2020 pour le reste de la saison. Mais là encore son expérience en prêt connait une fin précoce, cette fois à cause de la pandémie de covid-19.
Le 6 août 2021, il est prêté à St Johnstone FC.

### Carrière en sélection
Middleton est international écossais en équipes de jeunes, faisant notamment partie des cadres avec les moins de 17 et les moins de 19 ans.
Il devient également international espoirs avec l'Écosse à partir de mai 2018. Au sein de cette sélection, il s'impose aussi comme un des joueurs les plus réguliers au fils des années, notamment lors des qualifications à l'Euro 2021,.

## Palmarès
- St Johnstone FC
  - Vainqueur de la Coupe d'Écosse en 2021
- Dundee United
  - Champion du Championnat d'Écosse de deuxième division en 2024 avec Dundee United